# خبر و تفسیر روز
خبر و تفسیر روز (انگلیسی: Daily News and Analysis) نام یک روزنامهٔ هندی است که از سال ۲۰۰۵ میلادی، به زبان انگلیسی در شهرهای بمبئی، احمدآباد، پونه، جایپور، بنگلور و ایندور منشتر و عرضه می‌شود.
این روزنامه، نخستین روزنامه‌ای در کشور هند است که به صورت تمام‌رنگی انتشار می‌یابد و مالک آن «شرکت رسانه‌ای دیلیجنت» است و هدفش نیز، مخاطب قرار دادن نسلِ جوان است.